# O Pregoeiro Constitucional
O Pregoeiro Constitucional foi um periódico publicado na então vila de Pouso Alegre, na província de Minas Gerais, no Brasil, à época da crise do Primeiro Reinado.
A vila resultou da elevação do antigo Arraial de Mandu, e o periódico, de natureza política, começou a circular no dia 7 de setembro de 1830.
De propriedade do padre José Bento Leite Ferreira de Melo, foi o sexto jornal daquela província, e o primeiro da região Sul de Minas. Encerrou as suas atividades a 4 de junho de 1831, possivelmente motivado pelo imperativo de seu editor ter que permanecer na Corte, após a abdicação de D. Pedro I.
Foi na tipografia deste jornal que se publicou a chamada Constituição de Pouso Alegre, que trazia as reformas constitucionais liberais que estavam sendo propostas no parlamento imperial e que teriam sido implantadas caso o Golpe de 30 de Julho, arquitetado pelo também padre Diogo Feijó, tivesse logrado êxito, em 1832, durante o conturbado período regencial.